# Baildon
Baildon est une ville et une paroisse civile du Yorkshire de l'Ouest, en Angleterre.